# Outlaws (Band)
Outlaws (auch The Outlaws) sind eine US-amerikanische Rockband. Neben Gruppen wie der Allman Brothers Band, Lynyrd Skynyrd, der Marshall Tucker Band, Molly Hatchet, der Charlie Daniels Band oder Black Oak Arkansas gehören sie zu den bedeutendsten Vertretern des Southern Rock.

## Geschichte
Gegründet wurden The Outlaws 1972 in Tampa, Florida. Gründungsmitglieder waren Billy Jones (Gitarre), Henry Paul (Gitarre), Hughie Thomasson (Gitarre), Monte Yoho (Schlagzeug) und Frank O’Keefe (Bass). O’Keefe wurde 1977 durch Harvey Arnold ersetzt. Mit den Qualitäten von Hugh Thomasson, der die meisten Lieder komponierte, schuf sich die Band in kurzer Zeit eine große Fangemeinde. Ihren ersten Plattenvertrag unterschrieb die Band beim Arista Label. Das Debütalbum erreichte die Nummer 13 in den Billboard Charts. Dies lag auch an ihrem bekanntesten Song „Green Grass and High Tides“, mit dem die Band vor allem live überzeugen konnte.
Weitere Erfolge konnten die Outlaws mit „There Goes Another Love Song“ und „Lady In Waiting“ verbuchen. „Lady in Waiting“ war auch der Titel ihres zweiten Albums. Die Anstrengung einer großen Tournee durch die Staaten machte es nötig, einen zweiten Schlagzeuger zu suchen.
Nacheinander verließen Henry Paul, Monte Yoho und Harvey Arnold 1979 die Band. 1981 schaffte es die Band mit dem Titellied ihres neuen Albums „Ghost Rider“, in die Top 20 zu gelangen. Dies war vorerst der letzte größere Erfolg. Hugh Thomasson blieb als einziges Gründungsmitglied zurück und löste die Band kurz nach dem Erscheinen des Albums „Les Hombres Malo“ auf, um sie nach einigen Soloplatten 1986 wieder neu zu formieren. Bis 2005 war Hughie Thomasson neun Jahre lang festes Mitglied von Lynyrd Skynyrd und war hier auch als Liedschreiber tätig.
Die Gründungsmitglieder Hughie Thomasson, Henry Paul und Monte Yoho gingen mit den Outlaws ab 2005 wieder auf Tournee durch die Staaten. Im Januar 2006 verließ Henry Paul mit Dave Robbins die Outlaws, um sich ihrem Bandprojekt Blackhawk zu widmen. Die letzte Tour der Outlaws 2007 endete abrupt mit dem plötzlichen Tod von Hughie Thomasson am 9. September 2007.
Im Dezember 2007 wurden auf der Homepage der Band neue Tourneedaten für 2008 veröffentlicht. Die Band besteht seither aus Henry Paul (Gitarre/Gesang), Chris Anderson (Gitarre/Gesang), Billy Crain (Gitarre), Jon Coleman (Keyboards), Randy Threet (Bass), und Monte Yoho (Schlagzeug).
Im Februar 2020 veröffentlichte die Band ihr 12. Studioalbum Dixie Highway, produziert vom Label Steamhammer, welches positive Kritiken erhielt.

## Diskografie

### Studioalben
- 1975: Outlaws (US: Gold)[3]
- 1976: Lady in Waiting
- 1977: Hurry Sundown
- 1978: Playin’ to Win
- 1979: In the Eye of the Storm
- 1980: Ghost Riders (US: Gold)
- 1982: Los Hombres Malo
- 1986: Soldiers Of Fortune
- 1994: Diablo Canyon
- 2007: Once an Outlaw (unveröffentlicht)
- 2010: Demos (Vorläufer von It’s about Pride mit komplett abweichender Titelliste und exklusiv enthaltenen Songs)
- 2012: It’s about Pride
- 2020: Dixie Highway

### Livealben
- 1978: Bring It Back Alive (US: Gold)
- 1993: Hittin’ The Road
- 2015: Live – Los Angeles 1976
- 2016: Legacy Live

### Kompilationen
- 1982: Greatest Hits of the Outlaws – High Tides Forever
- 1982: The Outlaws
- 1986: On The Run Again
- 1996: Best of the Outlaws: Green Grass & High Tides (ab 1999 mit neuem Coverartwork wiederveröffentlicht)
- 1999 There Goes Another Love Song (auch veröffentlicht unter den Titeln The Outlaws Collection und Super Hits)
- 2000 The Outlaws (Teil der Arista Heritage Serie)
- 2002: Extended Versions – The Encore Collection (editierte Version des Livealbums Bring It Back Alive)
- 2003: Platinum & Gold Collection
- 2012: Anthology (Live & Rare) 1973–1981 (4CD-Kompilation mit unveröffentlichten Live- und Demoaufnahmen; enthält auch das 2015 separat veröffentlichte Livealbum Live – Los Angeles 1976)

### EPs
- 2009: Green Grass and High Tides Forever – Live

### Promo-EPs
- 1980: Outlaws Live Sampler
- 1982: Radio Remixes

### Singles
- 1975: There Goes Another Love Song
- 1975: Song in the Breeze
- 1975: Green Grass & High Tides
- 1976: Breaker-Breaker
- 1977: Hurry Sundown
- 1977: Hearin’ My Heart Talkin’
- 1978: Green Grass & High Tides (Live)
- 1978: Take It Anyway You Want It
- 1980: I Can’t Stop Loving You
- 1980: (Ghost) Riders in the Sky

### Promo-Singles
- 1979: It’s All Right
- 1982: Running
- 1986: One Last Ride
- 1986: Soldiers of Fortune